# Martí Riverola
Martí Riverola Bataller (ur. 26 stycznia 1991 w Barcelonie, Katalonia) – hiszpański piłkarz występujący na pozycji pomocnika w zespole RCD Mallorca do którego jest wypożyczony z Bologni.

## Kariera
Riverola dołączył do szkółki piłkarskiej FC Barcelony w 1997, w wieku zaledwie sześciu lat. Choć karierę zaczynał jako napastnik, w sezonie 2004–2005 został przesunięty na pozycję pomocnika. Nie przeszkodziło mu to jednak w zdobywaniu goli i w 2010, z trzynastoma bramkami na koncie był najlepszym strzelcem drużyny do lat 19.
W październiku 2009 roku, nadal występując w drużynie młodzieżowej Riverola zadebiutował w Barcelonie B w, wygranym 2-0, meczu z rezerwami lokalnego rywala Espanyolu. Ostatecznie FC Barcelona B wywalczyła pierwszy od 11 lat awans do Segunda División, lecz Riverola pojawił się na boisku w barwach drużyny B jeszcze tylko raz.
W styczniu 2011, Riverola został na pół roku wypożyczony do SBV Vitesse, gdzie stał się kluczowym zawodnikiem drużyny prowadzonej przez byłego gracza Barcelony - Alberta Ferrera.
Po zakończeniu sezonu 2010/2011, wrócił do Barcelony B. W kolejnym sezonie zadebiutował w pierwszym zespole, w wygranym 4-0 meczu Ligi Mistrzów z BATE Borysów, zmieniając w 79. minucie Sergiego Roberto.
W styczniu 2012 doszedł do porozumienia z włoskim klubem Bologna FC, do którego przejdzie po zakończeniu sezonu 2011/2012.

## Statystyki
Stan na 28 grudnia 2011
| Klub           | Sezon   | Liga    | Liga | Puchar  | Puchar | LM      | LM   | Inne    | Inne | Ogólnie | Ogólnie |
| Klub           | Sezon   | Występy | Gole | Występy | Gole   | Występy | Gole | Występy | Gole | Występy | Gole    |
| -------------- | ------- | ------- | ---- | ------- | ------ | ------- | ---- | ------- | ---- | ------- | ------- |
| FC Barcelona B | 2009–10 | 2       | 0    | —       | —      | —       | —    | —       | —    | 2       | 0       |
| FC Barcelona B | 2010–11 | 4       | 0    | —       | —      | —       | —    | —       | —    | 4       | 0       |
| FC Barcelona B | 2011–12 | 12      | 3    | —       | —      | —       | —    | —       | —    | 12      | 3       |
| FC Barcelona B | Ogólnie | 9       | 0    | —       | —      | —       | —    | —       | —    | 9       | 0       |
| SBV Vitesse    | 2010–11 | 15      | 2    | 0       | 0      | —       | —    | —       | —    | 15      | 0       |
| SBV Vitesse    | Ogólnie | 15      | 2    | 0       | 0      | —       | —    | —       | —    | 15      | 2       |
| FC Barcelona   | 2011–12 | 0       | 0    | 0       | 0      | 1       | 0    | 0       | 0    | 1       | 0       |
| FC Barcelona   | Ogólnie | 0       | 0    | 0       | 0      | 1       | 0    | 0       | 0    | 1       | 0       |
| Ogólnie        | Ogólnie | 33      | 5    | 0       | 0      | 1       | 0    | 0       | 0    | 34      | 5       |